# Valea Stânii (okręg Ardżesz)
Valea Stânii – wieś w Rumunii, w okręgu Ardżesz, w gminie Țițești. W 2011 roku liczyła 1026 mieszkańców.